# Michel Mazaré
Pas d'image ? Cliquez ici

a Compétitions nationales et continentales officielles uniquement.

b Matchs officiels uniquement.
Michel Mazaré, né le 23 mai 1954 à Villeneuve-sur-Lot, est un joueur de rugby à XIII international français, évoluant au poste de demi d'ouverture et demi de mêlée. En club, il effectue toute sa carrière à Villeneuve-sur-Lot remportant un titre de Championnat de France en 1980, ainsi qu'un titre de Coupe de France en 1979. Il a également côtoyé l'équipe de France.
Après sa carrière sportive, il entraîne Villeneuve-sur-Lot dans les années 1980, l'équipe de France en 1991 et le Paris Saint-Germain lors de son arrivée en Super League.

## Palmarès
- Collectif :
  - Vainqueur du Championnat de France : 1980 (Villeneuve-sur-Lot).
  - Vainqueur de la Coupe de France : 1979 (Villeneuve-sur-Lot).
  - Finaliste du Championnat de France : 1974 et 1981 (Villeneuve-sur-Lot).
  - Finaliste de la Coupe de France : 1972 (Villeneuve-sur-Lot).